# Varuträsket
Varuträsket is een meer in de Zweedse gemeente Skellefteå, die ligt in het historische landschap Västerbotten.
Het meer ligt een kilometer of vijf ten noordwesten van de stad Skellefteå, de hoofdplaats van de gemeente. Het meer heeft een oppervlakte van 5,92 km² en ligt op 106 meter boven zeeniveau. De naam van het meer betekent "moeras van de handelswaren".